# Anapoima
Anapoima est une municipalité située dans la province du Tequendama (es), dans le département de Cundinamarca, en Colombie. Elle est surnommée El Sol de la Eterna Juventud (le soleil de la jeunesse éternelle) pour son climat chaud et sec. La cité est connue pour la qualité de ses eaux thermales.

## Personnalités liées à la municipalité
- José María Samper (1828-1888) : écrivain mort à Anapoima.